# Sidney Yates
Sidney Richard Yates (Chicago, 27 agosto 1909 – Washington, 5 ottobre 2000) è stato un politico statunitense, membro della Camera dei Rappresentanti per lo stato dell'Illinois dal 1949 al 1963 e poi dal 1965 al 1999.

## Biografia
Nato a Chicago, dopo gli studi Yates entrò in politica con il Partito Democratico e nel 1948 si candidò alla Camera dei Rappresentanti, riuscendo ad essere eletto. Yates vi rimase per altri sei mandati, fino a quando nel 1962 si candidò al Senato contro il repubblicano Everett Dirksen.
Yates perse la sfida contro Dirksen e dovette lasciare il Congresso. Nei successivi due anni lavorò per le Nazioni Unite, poi decise di ricandidarsi per il suo vecchio seggio da deputato e riuscì a tornare alla Camera. Yates fu riconfermato dagli elettori per i successivi sedici mandati, finché nel 1999 lasciò il Congresso all'età di ottantanove anni.
Ritiratosi a vita privata, morì nell'ottobre del 2000.